# Tunahan Kuzu

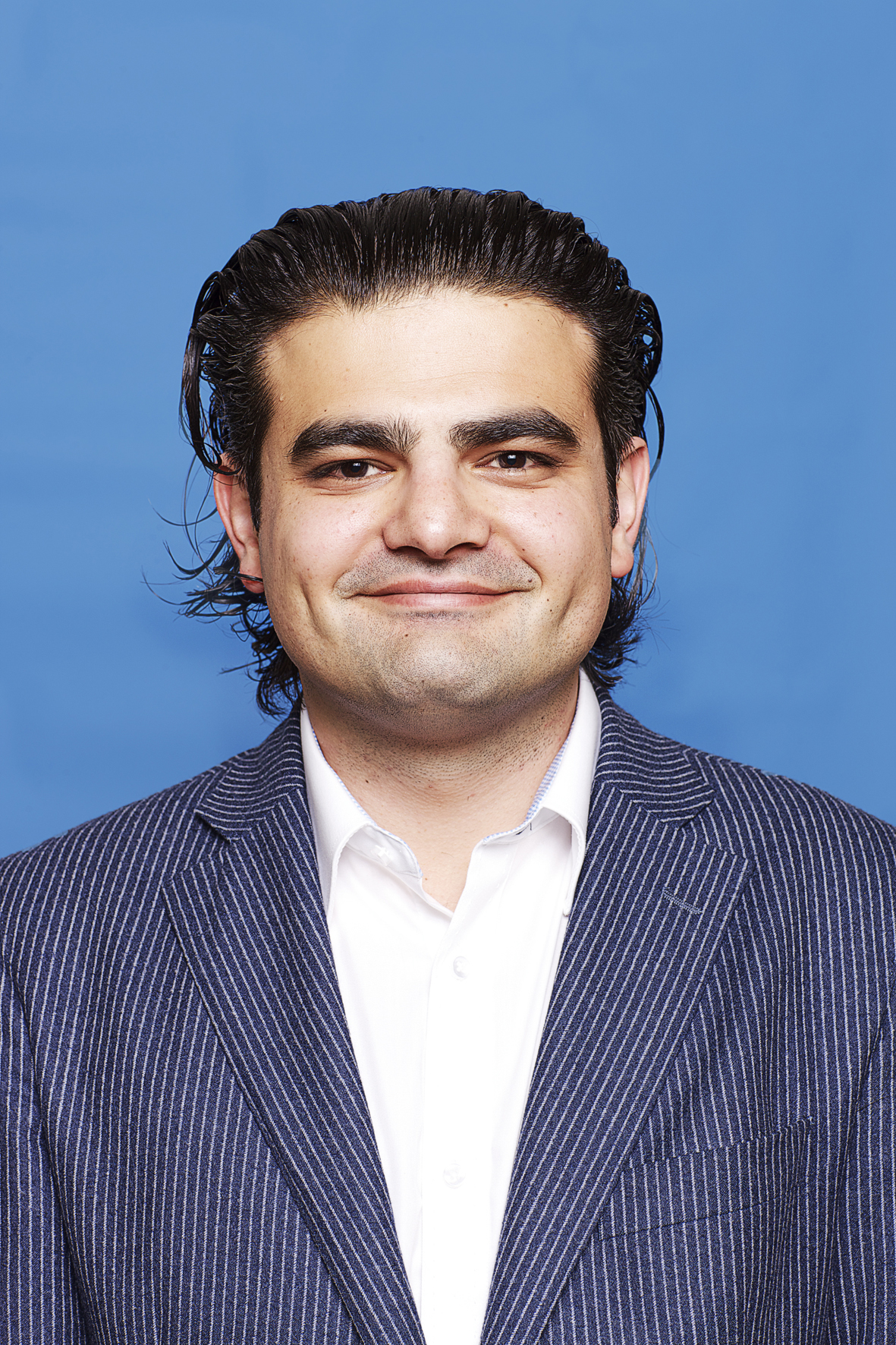
Tunahan Kuzu, 2011

Tunahan Kuzu (* 5. Juni 1981 in Istanbul) ist ein niederländischer Politiker der Partei  Denk.

## Leben
Kuzu studierte an der Erasmus-Universität Rotterdam Öffentliche Verwaltung. Als Berater arbeitete er für das Unternehmen PricewaterhouseCoopers International. Vom 22. Mai 2008 bis 27. September 2012 war Kuzu Mitglied im Stadtrat von Rotterdam. Von 2012 bis 2014 war Kuzu Mitglied der Partij van de Arbeid (PvdA) und wurde Abgeordneter in der Zweiten Kammer der Generalstaaten. Er trat 2014 aus der PvdA aus und gründete gemeinsam mit dem niederländischen Politiker Selçuk Öztürk die Partei Denk. Am 9. Februar 2015 gaben sie ihrer Gruppe bzw. Fraktion den Namen DENK und veröffentlichten ein politisches Manifest zur Gründung einer Bewegung für Migranten. Bei der Parlamentswahl in den Niederlanden 2017 erreichte seine Partei drei Abgeordnetensitze in der Zweiten Kammer der Generalstaaten. Kuzu wohnt in Rotterdam.